# 나주 쌍계정
나주 쌍계정(羅州 雙溪亭)은 대한민국 전라남도 나주시 노안면에 있는, 고려 충렬왕(재위 1274∼1308) 때에 문정공 정가신이 세웠다고 전하는 정자이다. 1973년 4월 21일 전라남도의 유형문화재 제34호로 지정되었다.

## 개요
쌍계정은 고려 충렬왕(재위 1274∼1308) 때에 문정공 정가신이 세웠다고 전하는 정자이다. 이름은 정자 좌우로 계곡이 흐르기 때문에 붙여졌다고 한다. 문정공은 이곳에서 김주정, 윤보와 더불어 학문과 인격을 갈고 닦았는데 이런 이유로 ‘삼현당’이라 불리기도 했다. 그 뒤 조선 세조(재위 1455∼1468) 때 정서, 신숙주 등 당시의 대표적인 학자들이 학문연구 장소로 사용하였다.
앞면 3칸·옆면 2칸 규모로, 지붕 옆면이 사람 인(人)자 모양인 맞배지붕이다.
쌍계정과 주변의 오래된 나무들이 풍치있게 어울려 조선시대 대표적 정자로 손꼽히고 있다.

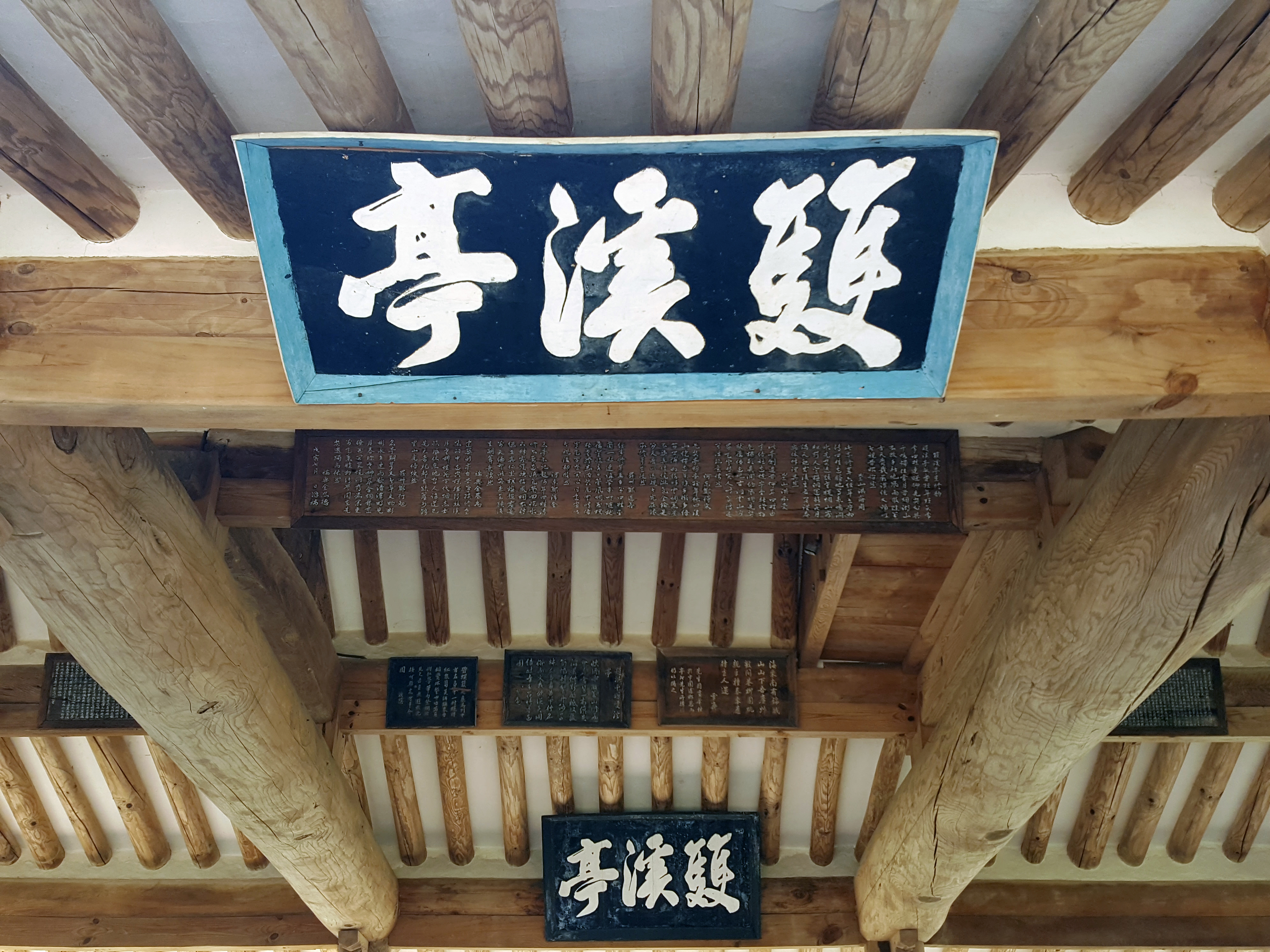
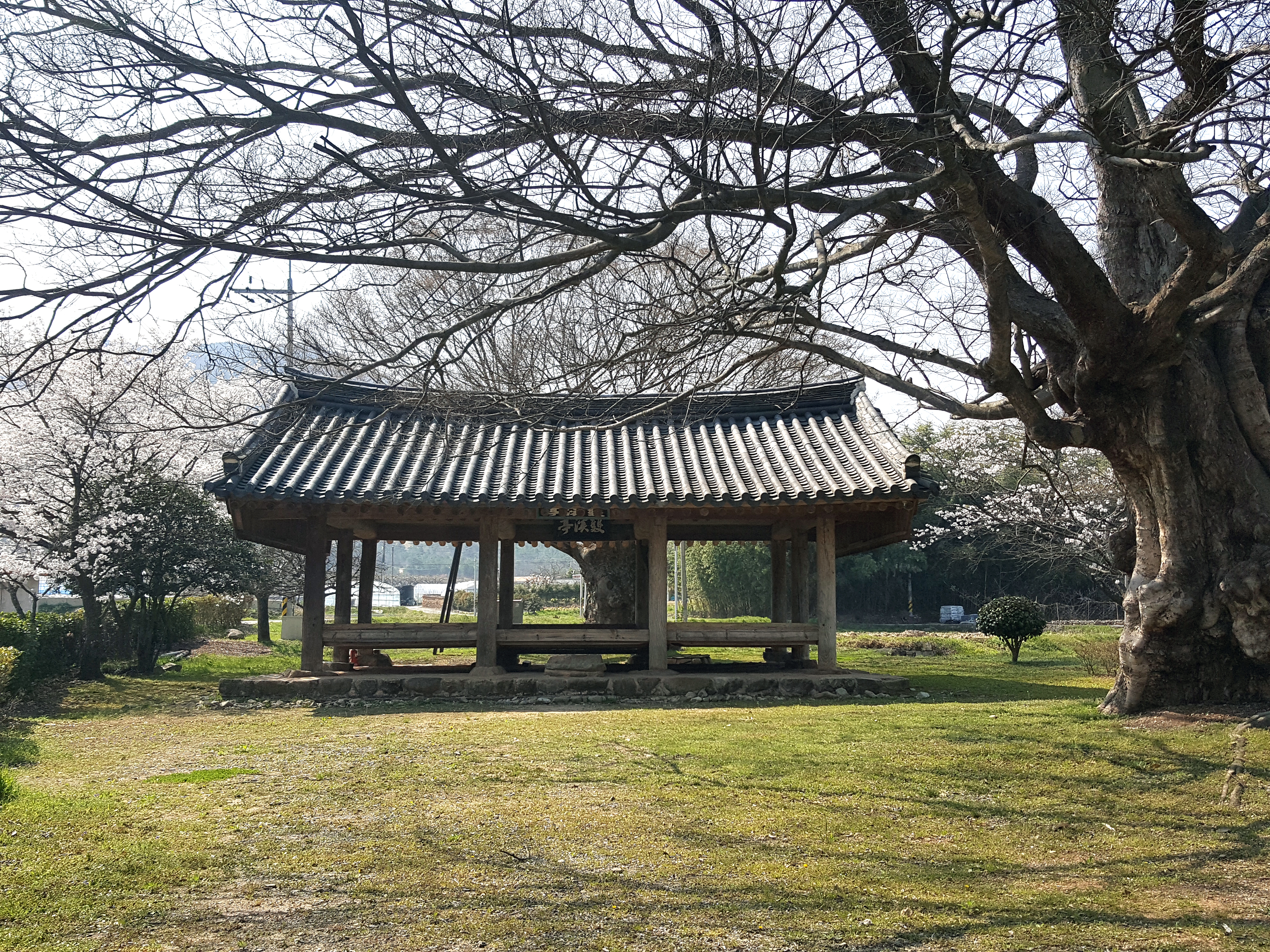
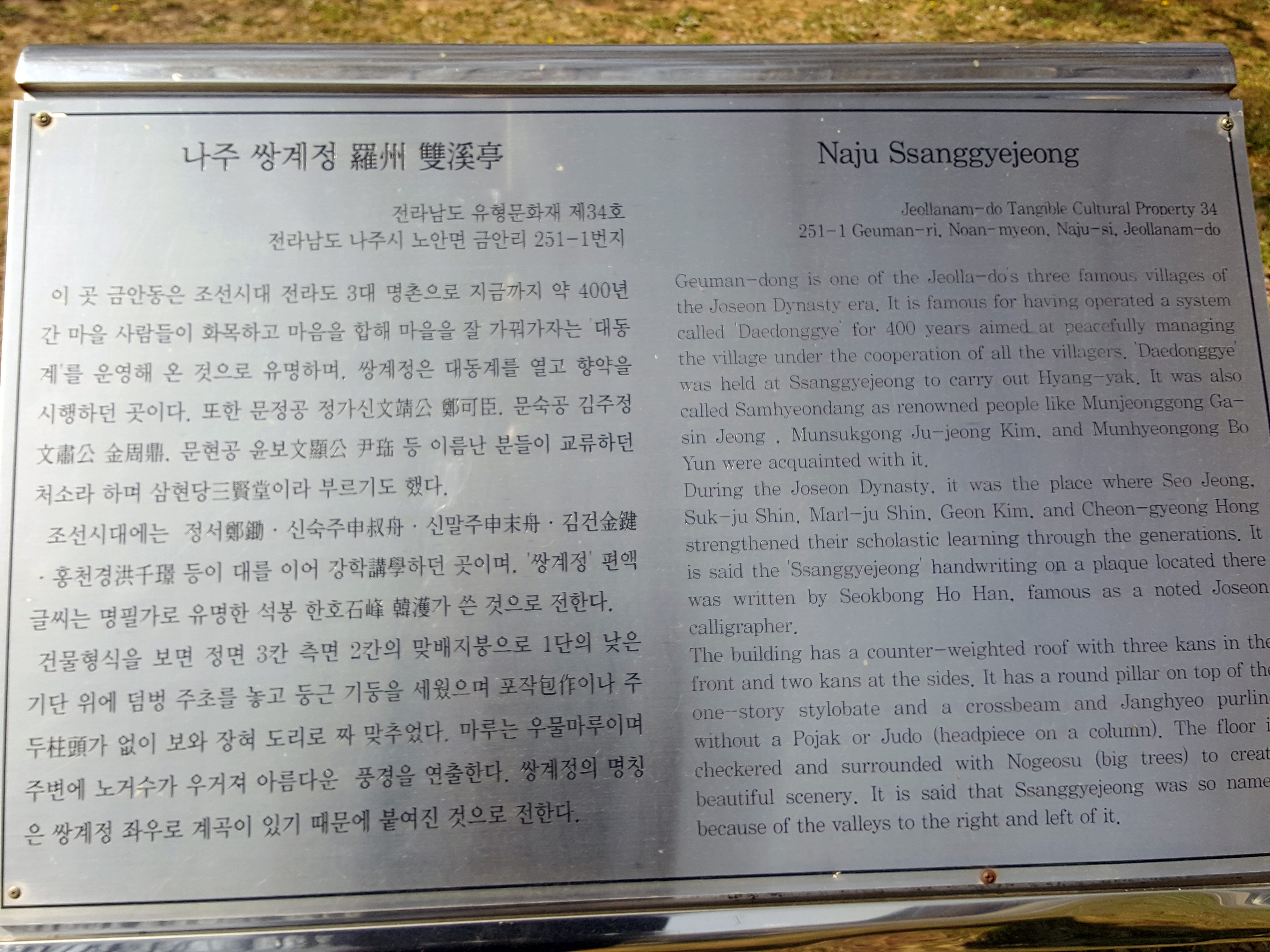
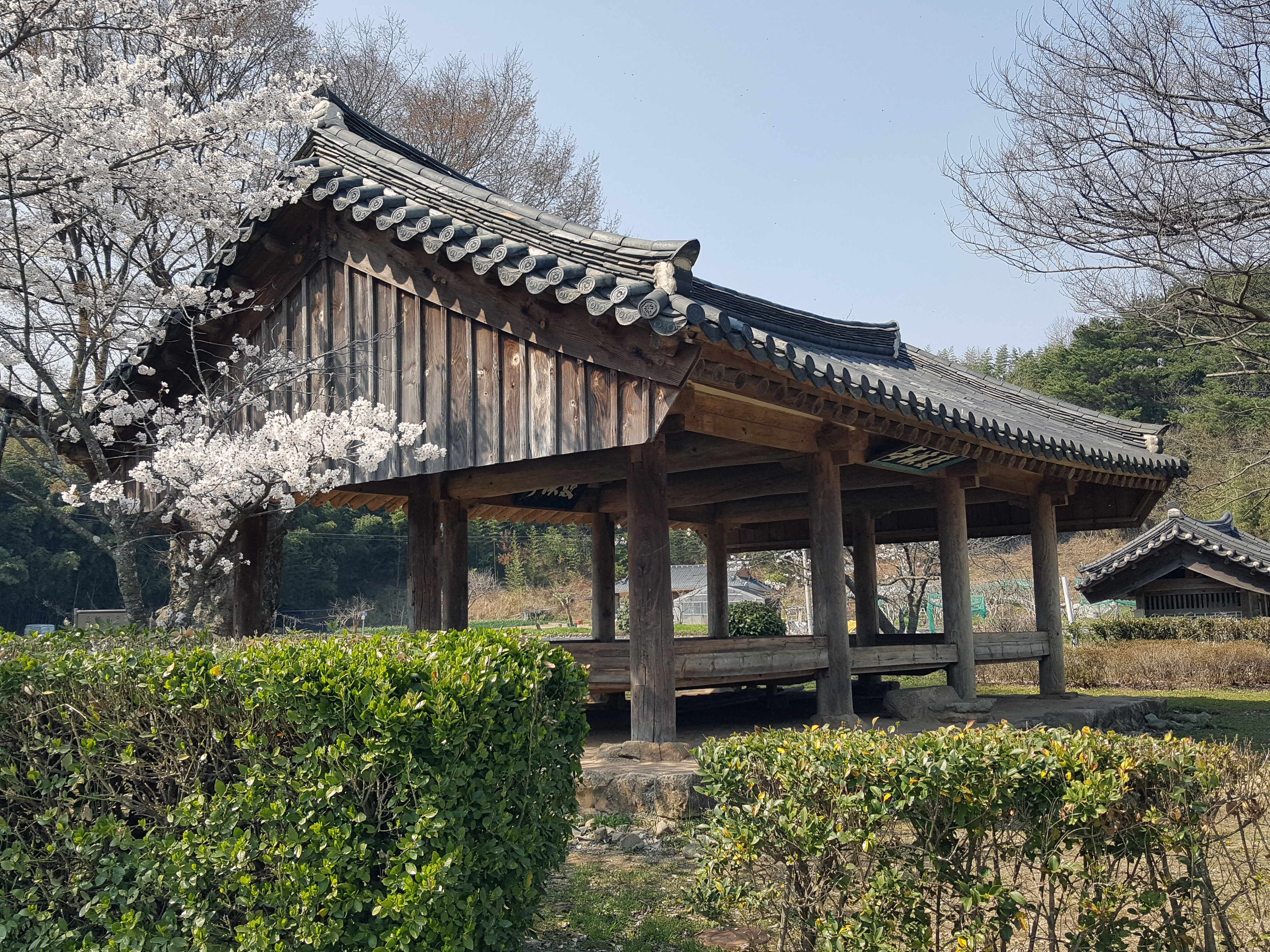

## 참고 자료
- 나주쌍계정 - 국가유산청 국가유산포털